# 静岡女子短期大学
静岡女子短期大学（しずおかじょしたんきだいがく、英語: Shizuoka Women's Junior College）は、静岡県浜松市布橋3丁目2番3号に本部を置いていた日本の公立大学である。1951年に設置され、1989年に廃止された。大学の略称は静岡女子短大、静岡女短。

## 概観

### 大学全体
- 静岡県浜松市[注 2]に所在した日本の日本の公立短期大学で、設置主体は静岡県[注 3]。
- 1951年に開学[2][3]。当初は、2学科体制だったが、増設により最大で4学科にまで発展した。
- 1986年度の入学生を最後に[注釈 2]、1989年に使命を終える[6]。

### 教育および研究
- 静岡女子短期大学には、文科、食物栄養学科、第一看護学科、および第二看護学科の4学科が設置されていた。文科においては、国文専攻と英文専攻の2専攻が置かれていた。静岡薬科大学、および、静岡女子大学との統合に際して組織構成は大きく変わっており、静岡県立大学の組織と完全に一対一で対応しているわけではないが、おおむね文科は静岡県立大学の短期大学部文化教養学科に引き継がれており、食物栄養学科、第一看護学科、および、第二看護学科は短期大学部の同名の学科にそれぞれ引き継がれた。

## 沿革

### 略歴
- 静岡女子短期大学は、1951年5月10日に開学した公立短期大学である[2]。
- 建設費を抑制するため[3]、当初は静岡県静岡市北安東[7]の静岡県立静岡城北高等学校の校地にキャンパスを設置し[3]、講堂などの施設は両者で共用していた[3]。
- その後、校舎の増設などによって両者の施設が充実すると[3]、共用は徐々に解消した[3]。
- しかし、静岡女子短期大学における教育・研究の蓄積を母体とする静岡女子大学が、1967年に静岡市谷田にて開学することになった。これを受け、静岡女子短期大学は浜松市布橋に移転することになり[2][3]、両者はそのまま並行して存続した。
- 1968年3月の第16回卒業式は、静岡女子短期大学にとって静岡市で開催する最後の卒業式となり[3]、以降は浜松市が静岡女子短期大学の教育・研究の中心となる[3]。その後、静岡女子短期大学は、静岡薬科大学、および、静岡女子大学と統合されることになり、
- 1987年に静岡県立大学および静岡県立大学短期大学部が発足した[3]。
- なお、在学生が卒業するまでの間、静岡女子短期大学は静岡県立大学と並行して存続していた。在学生の卒業にともない、静岡女子短期大学は1989年3月31日に閉学した[2]。
- 静岡女子短期大学のキャンパスは、そのまま静岡県立大学の浜松キャンパスとして引き継がれ、短期大学部が置かれていた。
- その後、静岡県は、静岡県立大学浜松キャンパスを廃止するとともに、公設民営方式により浜松市中央に静岡文化芸術大学を新設することにした。このような経緯から、2001年3月に静岡県立大学浜松キャンパスの蔵書7万3000冊が静岡文化芸術大学に寄贈されており[8]、その中にはかつて静岡女子短期大学が所有していた書籍も含まれている。

### 年表
- 1951年
  - 3月15日 左記を以て文部省[注 5]より短期大学の設置が認可される[9]。
  - 4月1日 静岡女子短期大学が以下の学科体制にて開学する[注 6]。
    - 文科
      - 英文専攻 入学定員40名

    - 家政科
      - 家政専攻 入学定員40名
      - 被服専攻 入学定員40名
- 同 - 本館竣工[3]。
- 1953年
  - 3月31日 専攻科に以下の専攻課程を置く[10]。
    - 英文専攻 入学定員10名
    - 家政専攻 入学定員20名

  - 4月1日 学科の一部を以下の通り改編する[3]。
    - 文科英文専攻 入学定員40名[11]→英文科。入学定員40名はそのまま据え置き。
    - 家政科
      - 家政専攻 入学定員40名→家政科 入学定員80名
      - 被服専攻 入学定員40名→〃
- 同 - 別館竣工[3]。
- 1954年
  - 5月1日 学生数[12]/定員[13]
    - 英文科 21[注釈 3]/80
    - 家政科 103[注釈 3]/160
- 1957年
  - 4月1日 この年度の入学生より英文科を以下の学科体制に改組する[注 7]。
    - 国文専攻 入学定員20名
    - 英文専攻 入学定員20名
- 1957年
  - 12月10日 免許状授与の所要資格を得させるための課程が認定される[16]。
- 1959年 本館の静岡県立静岡城北高等学校使用部分の一部が静岡女子短期大学に移管[3]。
  - 5月1日 免許状授与の所要資格を得させるための課程が認定される[17]。
- 1962年 本館の静岡県立静岡城北高等学校使用部分の全てが静岡女子短期大学に移管[3]。
- 1963年
  - 2月28日 免許状授与の所要資格を得させるための課程が認定される[18]
  - 4月1日 家政科を以下の専攻課程に分割する[注 8]
  - 食物専攻 入学定員45名
  - 被服専攻 入学定員35名
- 1966年
  - 4月1日  一部の学科・専攻の入学定員を以下の通り変更する[20]。
    - 家政科被服専攻 35→40
    - 文科
      - 国文専攻 20→70
      - 英文専攻 20→70

  - 同 家政科被服専攻及び食物専攻の学生募集をこの年度で最終とする[注 9]。
  - 5月1日 学生数[22]/定員
    - 文科
      - 国文専攻 121[注釈 3]/90
      - 英文専攻 118[注釈 3]/90

    - 家政科
      - 被服専攻 79[注釈 3]/75
      - 食物専攻 81[注釈 3]/80
- 同 浜松教場を設置[2][3]。
- 同 谷田キャンパス管理棟竣工[3]。
- 同 谷田キャンパス校舎一号館竣工[3]。
- 同 - 静岡女子短期大学本部、文科国文専攻、文科英文専攻、附属図書館が静岡教場から谷田キャンパスに移転[3]。
- 1967年
  - 4月1日  文科の各専攻における入学定員を以下の通り変更する[注 10]。
    - 国文専攻70→30
    - 英文専攻70→30

  - 5月1日 学生数[25]/定員
    - 文科
      - 国文専攻 114[注釈 3]/100
      - 英文専攻 116[注釈 3]/100

    - 家政科
      - 被服専攻 39[注釈 3]/40
      - 食物専攻 42[注釈 3]/40
- 1968年
  - 3月31日 以下の学科及び専攻課程を廃止とする[26]。
    - 家政科被服専攻、食物専攻[27]。
    - 専攻科家政専攻[28]。
- 同 静岡女子短期大学の所在地を静岡教場から浜松教場に変更[2]。
- 1969年
  - 3月 浜松校にて79人が卒業[29]
- 1971年
  - 4月1日 以下の学科を増設[30]。
    - 食物栄養学科 入学定員80名[31]

  - 5月1日 学生数[32]/定員
    - 文科

  - 国文専攻 75[注釈 3]/60
  - 英文専攻 76[注釈 3]/60
    - 食物栄養学科 67[注釈 3]/80
- 1975年
  - 4月1日 以下の学科を増設[2]。
    - 第一看護学科 入学定員30名[33]
    - 第二看護学科 入学定員30名[33]

  - 5月1日 学生数[34]/定員
    - 第一看護学科 16[注釈 3]/30
    - 第二看護学科 32[注釈 3]/30
- 1986年
  - 4月1日 この年度の入学生を最後に静岡女子短期大学としての学生募集を終了とする[注釈 2]。
  - 5月1日 学生数[35]/定員
    - 文学科 119[注釈 3]/120
    - 食物栄養学科 160[注釈 3]/160
    - 第一看護学科 90[注釈 3]/90
    - 第二看護学科 60[注釈 3]/60
- 1987年
  - 5月1日 学生数[36]/定員
    - 文学科 58[注釈 3]/60
    - 食物栄養学科 79[注釈 3]/80
    - 第一看護学科 5[注釈 3]/60
    - 第二看護学科 31[注釈 3]/-
- 1988年
  - 5月1日 学生数[37]/定員
    - 第一看護学科 28[注釈 3]/30
    - 第二看護学科 1[注釈 3]。
- 1989年
  - 4月1日 左記を以て静岡女子短期大学廃止[注 11]。

| 静岡女子短期大学学長 | 静岡女子短期大学学長 | 静岡女子短期大学学長 | 静岡女子短期大学学長 | 静岡女子短期大学学長 | 静岡女子短期大学学長 | 静岡女子短期大学学長 |
| 代                   | 氏名                 | 氏名                 | 就任日               | 退任日               | 主要な経歴           | 備考                 |
| -------------------- | -------------------- | -------------------- | -------------------- | -------------------- | -------------------- | -------------------- |
| 1                    |                      | 鈴木弘               | 1951年7月            | 1956年               |                      |                      |
| ‐                    |                      | （吉岡恵一）         | 1956年4月            | 1956年               | 静岡県副知事         | （学長事務取扱）     |
| ‐                    |                      | （松永貞水）         | 1956年6月            | 1956年               | 静岡県庁知事公室室長 | （学長事務取扱）     |
| ‐                    |                      | （山下恒次）         | 1956年11月           | 1958年               | 静岡女子短期大学教授 | （学長事務代理）     |
| 2                    |                      | 大杉繁               | 1958年4月            | 1962年               | 静岡大学学長         |                      |
| ‐                    |                      | （山口和夫）         | 1962年3月            | 1962年               | 静岡県副知事         | （学長事務取扱）     |
| 3                    |                      | 松浦新之助           | 1962年5月            | 1969年               | 九州大学理学部教授   |                      |

## 基礎データ

### 所在地
- 静岡県浜松市布橋3丁目2番3号[注釈 1]

### 象徴
- 校章は、チャノキの花を図案化したものである[38]。静岡女子大学と同一の図案を使用している[38]。静岡女子短期大学家政科被服専攻の学生によりデザインされた[38]。

## 教育および研究

### 組織

#### 学科
- 文学科
  - 国文学専攻 入学定員30名[注釈 4]
  - 英文学専攻 入学定員30名[注釈 4]
  - 家政科
    - 食物専攻  入学定員45名[注釈 5]→食物栄養学科 入学定員80名[注釈 4]
    - 被服専攻 入学定員40名[注釈 5]
    - 家政専攻 入学定員40名[注 12]
- 第一看護学科 入学定員30名[注釈 4]
- 第二看護学科 入学定員30名[注釈 4]

### 専攻科
- 英文専攻 入学定員10名[注 13]
- 家政専攻 入学定員20名[41]

### 附属機関
- 図書館：一般市民に対する開放も行っていた[42]。

### 研究
- 『静岡女子短期大学研究紀要』[43]
- 『静岡國文學』[44]ほか。

### 大学関係者組織
- 静岡県立大学の同窓会は、学部や前身校など関連する組織ごとにそれぞれ設置されている。そのうち、静岡女子短期大学の同窓会については、静岡教場側は静岡女子大学と合同で「おおとり会」と称し活動を行っている。会則によれば「静岡女子短期大学又は、静岡女子大学を卒業した者又は中途退学者で希望した者」[45]を会員とし、両校に「在籍した職員」[45]を客員とすると定められている。なお、「おおとり会」に浜松教場側が含まれていないのは、静岡教場閉鎖時に「おおとり会」が浜松教場側に対して同窓会の合流を呼びかけたところ「母校を中心にまとまっていきたいということで、浜松だけの独立の同窓会を持つこととなった」[46]ためとされている。
- また、静岡県立大学短期大学部と合同で「静岡女子短期大学・静岡県立大学短期大学部同窓会」も設立されている。会則によれば「静岡女子短期大学卒業生及び静岡県立大学短期大学部卒業生」[47]を会員とし、「母校教職員」[47]を客員とすると定められている。さらに「聴講生も希望により会員となることができる」[47]と定められている。こちらは静岡教場も浜松教場もどちらも対象している。
- なお、2006年に静岡県立大学連合学友会として「はばたきの会」が設立され、「おおとり会」や「静岡女子短期大学・静岡県立大学短期大学部同窓会」をはじめとする各同窓会組織の上部組織と位置づけられた。在学生、卒業生、教職員の交流を図るため種々の活動を実施するとともに、大学の発展を目指し寄附を募っている。

### 大学関係者一覧
- 大学関係者の一覧は、後身である静岡県立大学の一覧と同一のページに掲載している。
- 静岡県立大学の人物一覧

## 社会との関わり
名称の表記
静岡女子短期大学は、1951年3月に文部大臣から設置認可を受け、同年5月に開学式と第1回入学式を挙行しており、かなり慌ただしいスケジュールで発足した。この文部大臣からの設置認可においては、短期大学の名称は「静岡女子短期大学」と表記されていた。一方、静岡県議会による1951年3月の条例では、短期大学の名称が「静岡県立静岡女子短期大学」と表記されていた。表記に齟齬をきたしていることから、1960年3月に条例が改められ、文部省の表記に合わせて条文上も「静岡女子短期大学」と表記されることになった。
国文科の設置
静岡女子短期大学の新設にあたっては、当初は国文専攻の設置も検討されていた。しかし、静岡県の大学設立準備協議会の最終審議結果においては、原案に載っていた国文専攻の設置は削除されていた。静岡女子短期大学発足後、あらためて国文科の新設が計画されたが、設置認可を得ぬままに、1956年4月に国文科を発足させた。その結果、文部省大学局の指示により、設置申請を取り下げる事態となった。静岡女子短期大学としては、次年度に国文科1年次と2年次の設置認可を同時に得る予定であったが、結局、2年次に対する認可は下りなかった。そのため、1956年4月に国文科に入学した学生は、3年がかりで卒業することになった。最終的に、1957年3月になって英文専攻と国文専攻を下に置く文科の設置認可が下りた。